# Калаев, Дмитрий Владимирович
Дмитрий Владимирович Калаев (род. 6 ноября 1975, Свердловск, СССР) — российский предприниматель и инвестор. С 2013 года директор «Акселератора ФРИИ», являющегося ведущим безнес-аккселератором России и самым крупным акселератором на европейском рынке.

## Биография
Родился в Свердловске в 1975 году. В 1998 году окончил Уральский Государственный экономический университет по специальности — информационные системы в экономике.
В 2001 году участвовал в основании компании Naumen, в которой занимал должности технического директора компании, позднее до 2010 года заместителя генерального директора, отвечал за создание новых продуктов, работу с партнёрами и продажи в странах СНГ.
В 2010—2011 годах работал советником министра экономики Свердловской области, занимался проектным управлением, стоял у истоков запуска международной промышленной выставки Иннопром. Автор туристического проекта Красная Линия. Инициатор создания Уральского IT-кластера — некоммерческого партнёрства екатеринбургских ИТ-компаний. В 2011 году открыл в Екатеринбурге частный посевной венчурный фонд для IT-стартапов Red Buton, общим объёмом $5 млн.
Позже, возглавляемый Калаевым «Акселератор ФРИИ» в 2018 году вошёл в топ-10 самых эффективных акселераторов мира по версии журнала Forbes.К 2022 году компании-выпускники акселератора работали более чем в 80 странах. За 2021—2024 годы ФРИИ завершил акселерацию 528 ИТ-проектов, привлекли более 246 тыс. клиентов в свои сервисы и заработали 797 млн рублей выручки.